# أوكوتة
الأوكوتة (الاسم العلمي:Ocotea) هي جنس من الغارية تتبع الفصيلة الغارية من رتبة الغاريات.

## أنواع مختارة
- أوكوتة أوسمبارية
- أوكوتة بنثامية
- أوكوتة بيضوية الثمار
- أوكوتة جلسكية
- أوكوتة حادة الأوراق
- أوكوتة حريرية مزرقة
- أوكوتة خورخي اسكوبارية
- أوكوتة ذات رائحة
- أوكوتة ريموندية
- أوكوتة زغباء
- أوكوتة سدوية
- أوكوتة سميكة الساق
- أوكوتة سنانية الأطراف
- أوكوتة غابونية
- أوكوتة فقاعية
- أوكوتة قلبية الأوراق القاعدية
- أوكوتة كينية
- أوكوتة لانغسدورفية
- أوكوتة متغضنة
- أوكوتة مزورقة
- أوكوتة مسكية
- أوكوتة منتنة
- أوكوتة هاريسية
- أوكوتة واسعة الأوراق
- أوكوتة الإشبينكو
- أوكوتة اندرسية
- أوكوتة إزمرالدية
- أوكوتة إسفينية
- أوكوتة إسفينية الأوراق
- أوكوتة أذينية الشكل
- أوكوتة جبل لبنان